# ریاست‌جمهوری سید ابراهیم رئیسی
ریاست جمهوری سید ابراهیم رئیسی در پی پیروزی وی در انتخابات ریاست‌جمهوری ایران سال ۱۴۰۰ آغاز شد. حکم ریاست جمهوری سید ابراهیم رئیسی در ۱۲ مرداد ۱۴۰۰ در مراسمی از سوی سید علی خامنه‌ای، رهبر جمهوری اسلامی ایران، تنفیذ شد و او به عنوان هشتمین رئیس‌جمهور ایران آغاز به کار کرد.
رئیسی در ۳۰ اردیبهشت ۱۴۰۳ در سانحه سقوط بالگرد درگذشت. روز بعد خامنه‌ای معاون اول رئیس‌جمهور محمد مخبر را مدیر قوه مجریه کرد. مطابق تصویب جلسه سران قوا، انتخابات ریاست‌جمهوری بعدی در ۸ تیر ۱۴۰۳ برگزار شد.

## مراسم تحلیف
مراسم تحلیف او در ۱۴ مرداد ۱۴۰۰ در مجلس شورای اسلامی برگزار شد. رئیسی در این مراسم دولت خود را مدافع حقوق بشر خواند و از دیپلماسی با هدف لغو تحریم‌ها علیه ایران و بهبود روابط این کشور با کشورهای منطقه استقبال کرد. مقام‌های کشوری و لشکری و مهمان‌های خارجی از جمله روسای جمهوری افغانستان و عراق، نخست وزیران ارمنستان و الجزایر، رئیسان مجلس ترکیه، سوریه، نیجر، ازبکستان ،تاجیکستان و روسیه، رئیس سنای پاکستان، معاون رئیس‌جمهور ونزوئلا، وزیران امور خارجه بوسنی و هرزگوین، بولیوی، کویت، نیکاراگوئه و عمان و قائم مقام سیاست خارجی اتحادیه اروپا از جمله مهمانان این مراسم بودند. همچنین روسای مقامات ۱۱ سازمان بین‌المللی و منطقه‌ای، نماینده دبیرکل سازمان ملل، رئیس اوپک، اتحادیه اروپا، اوراسیا، اتحادیه بین‌المجالس کشورهای اسلامی و آسیایی، سازمان اکو، سیکا و D۸ برای حضور در این مراسم دعوت شدند و اعلام آمادگی کردند.

### واکنش‌ها
یک روز پیش از این مراسم سازمان عفو بین‌الملل در توییت خود نوشت: «جنایات علیه بشریت» بر این مراسم سایه انداخته است، این سازمان خواستار انجام «تحقیقات کیفری» به دلیل نقش رئیسی در «جنایات علیه بشریت» در رابطه با «کشتار ۶۷» شده است.
روسای جمهور، رهبران، سران و مقامات خارجی پس از اعلام نتایج اولیه رأی‌گیری و قطعی شدن انتخاب سید ابراهیم رئیسی به ریاست قوه مجریه ایران، طی تماس تلفنی یا پیام به وی تبریک گفتند. که رئسای جمهور روسیه، عراق، ترکیه، هند، چین، سوریه، اتریش، کره جنوبی و سوئیس و همچنین پادشاهان مالزی، اردن، عمان و امیر قطر از این شخصیت‌ها بودند

## عملکرد
سید ابراهیم رئیسی یک ماه قبل از اینکه راهی پاستور شود از قوه قضائیه ایران استعفا کرد و به نوعی در مجاور دفتر حسن روحانی، دولت سایه تشکیل داد و با وزرا دیدار کرد؛ برای سیل و زلزله نماینده به مناطق فرستاد و به‌طور غیر مستقیم دولت را در دست گرفت. دولت رئیسی از زمان روی کار آمدن با چالش‌های اقتصادی و سیاسی مانند تورم، مذاکرات مربوط به پرونده هسته‌ای، افزایش قیمت ارز، سقوط بورس و حذف دلار ۴۲۰۰ تومانی روبرو شد. رئیسی دولت خود را میراث‌دار مشکلات اقتصادی دولت حسن روحانی معرفی کرد.

### اجتماعی

#### واکسیناسیون کووید ۱۹
در زمان اوج دنیاگیری کووید ۱۹ در ایران، ابراهیم رئیسی اولویت دولت خود را مهار کووید ۱۹ و سرعت بخشیدن به واکسیناسیون مردم ایران عنوان کرد. در اولین روز کاری این دولت، وزارت خارجه از تشکیل ستاد واردات واکسن خبر داد. در همان ابتدای کار دولت، در واردات واکسن جهش بزرگی صورت گرفت و بخشی از طرفداران رئیسی، واردات واکسن را به کارآمدی دولت پیوند زدند اما مقام‌های دولتی سابق ادعا کردند که این خریدها از قبل انجام شده و ربطی به این دولت ندارد. تا قبل از دولت رئیسی به دلیل نبود واکسن، برخی از مردم ایران برای دریافت واکسن به ارمنستان سفر می‌کردند. در پنج ماه نخست دولت سیزدهم میزان واردات واکسن با رشد ۷ برابری نسبت به دولت دوازدهم مواجه شد. گفته می‌شود که ۸۰ درصد واردات واکسن‌های کرونا در دولت سیزدهم انجام شد و ۱۶۰ میلیون دز واکسن کرونا تزریق شد.
در ۱۲ خرداد ۱۴۰۱ با اعلام سخنگوی وزارت بهداشت، اولین روز بدون مرگ و میر روزانه کرونا در کشور ثبت شد. بعد از صفر شدن مرگ و میر روزانه کرونا، نمایندگان مجلس یازدهم از اقدامات رئیسی در مدیریت کرونا سخن گفتند و از وی تقدیر کردند.
در موج پنجم دنیاگیری کووید ۱۹ در ایران در تابستان ۱۴۰۰، که آمار رسمی مرگ به نزدیک روزی ششصد نفر رسید، سید علی خامنه‌ای، رهبر جمهوری اسلامی ایران، خواستار آن شده بود که واکسن کووید-۱۹ چه از راه واردات چه با تولید داخلی به هر شکل ممکن تأمین شود. سید علی خامنه‌ای، پیشتر ورود واکسن‌های ساخت آمریکا و انگلیس را به ایران ممنوع کرده بود.

#### وضعیت روزنامه نگاران
احمد زیدآبادی فعال اصلاح طلب در گفت و گویی گفت: «من از سال ۶۶ وارد مطبوعات ایران شدم. در تمام این سالها، اولین دوره‌ای است که ما در روزنامه می‌نشینیم و مطلب انتقادی می‌نویسیم و هر طور دلمان می‌خواهد همه سیاست‌ها را نقد می‌کنیم و منتظر نیستیم یک فکس بیاید و روزنامه تعطیل شود. یعنی دولت دارد از خودش تحمل نشان می‌دهد. چرا نباید این را ببینیم و به جایش بگوییم اختناق توتالیتاریستی حاکم شده است؟»

### اقتصادی
در ماه‌های نخست شروع به کار دولت سیزدهم، ابراهیم رئیسی و اصولگرایان اوضاع بد اقتصادی ایران را به سوءمدیریت در دولت حسن روحانی ربط می‌دادند. درپی افزایش قیمت موادغذایی و به خصوص اعلام قیمت‌های جدید آرد، نان و ماکارونی انتقاد از عملکرد اقتصادی دولت بالا گرفت. با وجود تلاش دولت و حمایت‌های رسانه‌ای و حکومتی، گرانی‌های افسار گسیخته به اندازه‌ای پیش رفت که بخشی از نزدیکان و طرفداران حکومت از دولت فاصله گرفتند. برنامه‌های اقتصادی دولت رئیسی مورد حمایت سید علی خامنه‌ای است.
عبدالناصر همتی، رئیس سابق بانک مرکزی جمهوری اسلامی ایران، مهم‌ترین دلایل تورم و گرانی‌ها را چاپ بیش از اندازه پول عنوان کرد.
دولت ابراهیم رئیسی خود را در حال «جراحی اقتصادی» معرفی می‌کند. شماری از این اقدامات با عنوان‌های ستایش‌آمیزی همچون «فتح خرمشهر اقتصادی» و «مردمی‌سازی اقتصاد» یاد کرده‌اند، توصیف‌های رسمی که برای حذف ارز ترجیحی و سوبسید کالاهای اساسی در ایران به کار رفته است.
در یک‌سالگی ریاست جمهوری رئیسی نرخ تورم نقطه‌ای در خرداد ماه ۱۴۰۱ به ۵۲٫۵ درصد رسید و رکورد ۵۲٫۱ درصدی اردیبهشت ۱۳۹۸ را شکست. همچنین قیمت مواد خوراکی در خرداد ۱۴۰۱ نسبت به خرداد سال قبلش ۸۵٫۵ درصد افزایش یافت. طبق برآوردهای مرکز آمار ایران، قیمت کالاها و خدمات مصرفی از اردیبهشت تا خرداد ۱۴۰۱ به‌طور متوسط ۱۲٫۲ درصد افزایش یافت که بالاترین نرخ تورم ماهانه در ایران از زمانی است که این نرخ در سال ۱۳۸۱ توسط مرکز آمار منتشر شده است.

#### حذف ارز ترجیحی
ارز ۴۲۰۰ تومان برای یک دلار آمریکا یکی از تصمیمات دولت دوازدهم به ریاست حسن روحانی در بهار ۱۳۹۷ بود. در اسفند ۱۴۰۰ مجلس شورای اسلامی ایران با حذف ارز ترجیحی در بودجه ۱۴۰۱ موافقت کرد و دولت سیزدهم در حال اجرای حذف این ارز است؛ افزایش یارانه‌ها و ارائه کالابرگ برای دریافت کالاهای اساسی با نرخ مصوب دولتی، از جمله راهکارهای دولت رئیسی برای جبران تورم ناشی از حذف این ارز است.
تا قبل از شروع حذف این ارز ترجیحی، شش قلم کالای اساسی شامل گندم، جو، ذرت، سویا، روغن خام و دانه‌های روغنی به همراه بخشی از دارو و تجهیزات پزشکی ارز ۴۲۰۰ دریافت می‌کردند. عزم دولت رئیسی برای حذف این ارز باعث گرانی آرد و نان در ایران شد. همزمان قیمت دلار در بازار آزاد ایران افزایش یافت و به بیش از ۲۹ هزار تومان رسید.

#### طرح حمایت معیشتی
در مقابل افزایش قیمت اقلامی که تا پیش از این با دلار ۴۲۰۰ تومانی وارد می‌شدند، دولت یارانه دهک‌های درآمدی را افزایش داد. در مرحله اول قیمت مرغ، تخم‌مرغ، روغن خوراکی و لبنیات رسماً توسط دولت افزایش یافت.
حدود ۳۰۶ هزار میلیارد تومان منابع ریالی برای یارانه‌های در بودجه ۱۴۰۱ پیش‌بینی شده است از این مبلغ ۱۶۱ هزار میلیارد تومان منابعی است که برای جبران حذف ارز ترجیحی برای واردات کالاهای اساسی، دارو و تجهیزات پزشکی در نظر گرفته شده، ۷۱ هزار میلیارد تومان یارانه نان، گندم و آرد است و ۷۳٫۸ هزار میلیارد تومان از این رقم منابع لازم برای پرداخت یارانه نقدی و معیشتی است.

#### اتصال سامانه‌های پیام رسان ملی بانک‌های ایران و روسیه
در بهمن ماه ۱۴۰۱ قرارداد اتصال سامانه‌های پیام رسان ملی بانک‌های ایران و روسیه امضا شد. بر اساس این قرارداد ۷۰۰ بانک روسی می‌توانند با بانک‌های ایرانی تبادل پیام‌های مالی داشته باشند. علاوه بر این ۱۰۶ بانک غیر روسی از ۱۳ کشور دیگر هم به این سامانه پیام رسان متصل شده و می‌توانند با بانک‌های ایرانی تبادلات مالی داشته باشند.

### فساد و اختلاس‌های دولت سیزدهم
- فساد مالی چای دبش: «گروه کشت و صنعت دبش» با برند تجاری «چای دبش» یک کسب‌وکار خانوادگی و موروثی است که توسط خانواده «الف. ر» (اکبر رحیمی[۴۴]) اداره می‌شود. این گروه، برای چای درجه یک هندی ۱۴ دلاری ثبت سفارش کرده، اما در عمل چای درجه دو کنیایی ۲ دلاری وارد کرده است. این گروه تجاری از ابتدای سال ۱۳۹۸ تا پایان سال ۱۴۰۱، حدود ۳ میلیارد و ۳۷۰ میلیون دلار برای واردات چای و ماشین‌آلات پیشرفته چاپ و بسته‌بندی، ارز دریافت کرده و طی این مدت، ۷۹ درصد از ارز نیمایی تخصیص یافته برای واردات چای، به این گروه تجاری اختصاص پیدا کرده است.» رئیس سازمان بازرسی تصریح کرده: «در سال ۱۴۰۱ نیز کل ارز تأمین شده برای واردات چای حدود یک میلیارد و ۳۹۶ میلیون دلار بود که از این میزان یک میلیارد و ۱۰۱ میلیون دلار به این گروه اختصاص پیدا کرده بود.» آن‌گونه که خداییان، رئیس سازمان بازرسی می‌گوید: «این گروه تجاری، تاکنون برای یک میلیارد و ۴۰۰ میلیون دلار از ارزهای دریافتی خود، رفع تعهد نداشته و کالایی وارد کشور نکرده است. حسب پیگیری‌های صورت گرفته، مشخص شد بخشی از ارزهایی که توسط این گروه دریافت شده، در بازار آزاد به مبالغ بالاتر فروخته شده است.[۴۵]
- فساد ۹۲ هزار میلیارد تومانی فولاد مبارکه:نتیجه گزارش ۳۰۰صفحه‌ای تحقیق و تفحص مجلس شورای اسلامی از شرکت فولاد مبارکه است. بر اساس این گزارش، حداقل ۱۲۰۰ تخلف در فعالیت‌های فولاد مبارکه در فاصله سال‌های ۱۳۹۷ تا ۱۴۰۰ کشف و این تخلفات ابعاد و زمینه‌های گسترده‌ای از رانت و فساد تا هدیه و پرداخت پول بی‌رویه به نهادهای حکومتی ایران، سپاه پاسداران، دفاتر ائمه جمعه و رسانه‌ها، و همچنین حیف و میل سرمایه و عقد قراردادی با بیش از رقم واقعی با یک شرکت چینی غیرمتخصص دارد.[۴۶]در بخشی از این گزارش به واریز وجوهات مالی به حساب نیروی انتظامی استان اصفهان به ارزش ۱٫۵میلیارد تومان و به حساب سپاه صاحب الزمان استان اصفهان، پایگاه‌های بسیج و وزارت دفاع و پشتیبانی نیروهای مسلح به ارزش بیش از ۶میلیارد تومان اشاره و گفته شده است ۱٫۵میلیارد تومان نیز به دفاتر ائمه جمعه و نزدیک ۱میلیارد تومان به حوزه علمیه، بنیاد بین‌المللی غدیر و ستاد برگزاری نماز جمعه و ۳۰۰میلیون تومان برای تجهیز ساختمان دادگستری استان اصفهان پرداخت شده است.[۴۷]
- وزیر کشاورزی در تاریخ ۱۵ ۱۴۰۱ اردیبهشت نامه‌ای به بانک مرکزی ارسال می‌کند که «مبلغ ۷۳۵٬۷۰۵٬۰۰۰ یورو به‌صورت حواله نقدی» به یک شرکت خارجی که ظاهراً فروشنده کالا به این شرکت «بی‌تجربه» در این بازار از بخش خاص بود پرداخت شود در حالی که هنوز هیچ کالایی به کشور وارد نشده بود.[۴۸]

## روابط بین‌الملل

### مجمع عمومی سازمان ملل
سید ابراهیم رئیسی، بخش قابل توجهی از نطق مجازی خود در هفتاد و ششمین اجلاس مجمع عمومی سازمان ملل را به حمله به آمریکا و انتقاد از سیاست‌های تحریمی واشینگتن اختصاص داد و نظام سلطه آمریکا را بی‌اعتبار خواند.

### سفرهای خارجی
نخستین سفر خارجی رئیسی به تاجیکستان و شرکت در اجلاس سران سازمان همکاری شانگهای بود. رئیسی در مدت ریاست‌جمهوری‌اش، ٢٨ سفر خارجی داشت.

### تحریم اعضای کابینه
به غیر از رئیسی، تعداد زیادی از اعضای کابینه او در سال‌های مختلف توسط آمریکا، اروپا، کانادا و بریتانیا به علت‌هایی از جمله نقض حقوق بشر و فعالیت‌های بی‌ثبات‌کننده در منطقه و مشارکت در برنامه هسته‌ای تحریم شده‌اند.
| نام                   | سمت در دولت                               | علت تحریم                                                                  | تحریم توسط                      | تاریخ تحریم | توضیحات                                                 | منبع          |
| --------------------- | ----------------------------------------- | -------------------------------------------------------------------------- | ------------------------------- | ----------- | ------------------------------------------------------- | ------------- |
| سید ابراهیم رئیسی     | رئیس‌جمهور                                 | نقض حقوق بشر                                                               | آمریکا                          |             |                                                         | [ ۵۳ ]        |
| محمد مخبر             | معاون اول                                 |                                                                            | آمریکا                          |             |                                                         | [ ۵۴ ]        |
| احمد وحیدی            | وزیر کشور                                 |                                                                            | آمریکا                          |             | او در لیست تعقیب پلیس بین‌الملل (اینترپل) نیز قرار دارد. | [ ۵۵ ]        |
| جواد اوجی             | وزیر نفت                                  |                                                                            | آمریکا                          | ۲۰۲۰        |                                                         | [ ۵۶ ]        |
| محمدرضا قرایی آشتیانی | وزیر دفاع                                 |                                                                            | آمریکا                          | ۲۰۲۰        |                                                         | [ ۵۷ ] [ ۵۸ ] |
| رستم قاسمی            | وزیر راه                                  | شبکه انتقال نفت تحت کنترل سپاه پاسداران                                    | آمریکا                          |             |                                                         | [ ۵۹ ]        |
| محمد اسلامی           | رئیس سازمان انرژی اتمی                    | دست داشتن در برنامه هسته‌ای ایران و توسعه موشک بالستیک                      | اتحادیه اروپا، آمریکا، بریتانیا | ۲۰۰۸        | در لیست قطعنامه ۱۸۰۳ شورای امنیت                        | [ ۶۰ ]        |
| سید محمد حسینی        | معاون امور مجلس                           | نقض گسترده و شدید حقوق بشر در ایران                                        | اتحادیه اروپا، بریتانیا         | ۲۰۱۱        |                                                         | [ ۶۱ ] [ ۶۲ ] |
| سید عزت‌الله ضرغامی    | وزیر میراث فرهنگی و گردشگری               | نقض حقوق‌بشر و پخش اعترافات اجباری بازداشت شدگان در زمان مدیریت در صداوسیما | آمریکا، بریتانیا                | ۲۰۱۲        |                                                         | [ ۶۲ ] [ ۶۳ ] |
| عیسی زارع‌پور          | وزیر ارتباطات و فناوری اطلاعات            | مشارکت در قطع دسترسی به اینترنت                                            | اتحادیه اروپا، آمریکا، بریتانیا | ۲۰۲۲        |                                                         | [ ۶۲ ] [ ۶۴ ] |
| محسن رضایی            | معاون اقتصادی                             | پیشبرد اهداف بی‌ثبات‌کننده حکومت در منطقه و جهان                             | آمریکا                          | ۲۰۲۰        |                                                         | [ ۵۸ ] [ ۶۵ ] |
| علی شمخانی            | دبیر شورای عالی امنیت ملی (تا خرداد ۱۴۰۲) | پیشبرد اهداف بی‌ثبات‌کننده حکومت در منطقه و جهان                             | آمریکا                          | ۲۰۲۰        |                                                         | [ ۵۸ ] [ ۶۵ ] |
| علی‌اکبر احمدیان       | دبیر شورای عالی امنیت ملی (از خرداد ۱۴۰۲) | افراد کلیدی سپاه پاسداران                                                  | آمریکا و اتحادیه اروپا          | ۲۰۰۷        | در لیست قطعنامه ۱۷۳۷ شورای امنیت                        | [ ۶۶ ]        |
| غلامحسین اسماعیلی     | رئیس دفتر                                 |                                                                            | آمریکا، اتحادیه اروپا، بریتانیا | ۲۰۱۱        |                                                         | [ ۶۲ ]        |
| سید صولت مرتضوی       | معاون اجرایی                              |                                                                            | اتحادیه اروپا                   | ۲۰۱۲        |                                                         | [ ۶۳ ]        |
| سید حمید سجادی        | وزیر ورزش و جوانان                        | نقض حقوق بشر و سرکوب اعتراضات                                              | اتحادیه اروپا                   | ۲۰۲۳        |                                                         | [ ۶۷ ]        |

## گاه‌شمار
۵ شهریور ۱۴۰۰
- سید ابراهیم رئیسی، رئیس‌جمهوری اسلامی ایران در نخستین سفر استانی خود پس از ورود به خوزستان از بخش بیماران کرونایی بیمارستان رازی اهواز و پروژه فاضلاب شهری اهواز بازدید کرد.

۶ شهریور ۱۴۰۰
- رئیس‌جمهور و اعضاء هیئت دولت در نخستین روزهای فعالیت دولت سیزدهم شنبه ۶ شهریور با حضور در حسینیهٔ امام خمینی با خامنه‌ای دیدار کردند. این اولین دیدار سید ابراهیم رئیسی در قامت ریاست جمهوری با سید علی خامنه‌ای است.

۱۲ شهریور ۱۴۰۰
- رئیس‌جمهور در دومین سفر استانی خود به استان سیستان و بلوچستان سفر کرده و با اقشار مختلف مردم به صورت چهره به چهره گفتگو کرد و از مناطق محروم شخصاً بازدید کرد.

۱۹ شهریور ۱۴۰۰
- گزارش خبرنگار سیاسی خبرگزاری فارس، سید ابراهیم رئیسی رئیس‌جمهور در ادامه سفرهای سرزده خود به استان‌های مختلف کشور، جمعه این هفته (۱۹ شهریور ۱۴۰۰) هم به خراسان‌جنوبی سفر کرد تا از نزدیک پیگیر مشکلات استان و مردم باشد.

۲ مهر ۱۴۰۰
- به گزارش خبرگزاری تسنیم از ایلام ، سید ابراهیم رئیسی، رئیس‌جمهوری اسلامی ایران امروز به ایلام آمد. وی در بدو ورود به مهران رفت و ضمن بازدید از «سد کنجانچم»، در «نقطه صفر مرزی» و «یادمان شهدای قلاویزان» حضور یافت.